# فرانشيسكا هاث
فرانشيسكا هاث (بالألمانية: Franziska Huth)‏ هي مغنية ألمانية، ولدت في 1987.

## وصلات خارجية
- فرانشيسكا هاث على موقع ميوزك برينز (الإنجليزية)
- فرانشيسكا هاث على موقع ديسكوغز (الإنجليزية)